# Liste der Bodendenkmale in Haselbachtal
In der Liste der Bodendenkmale in Haselbachtal sind die Bodendenkmale der Gemeinde Haselbachtal und ihrer Ortsteile nach dem Stand der Auflistung von Harald Quietzsch und Heinz Jacob aus dem Jahr 1982 aufgelistet. Eventuelle Änderungen und Ergänzungen, insbesondere aus der Zeit nach der Wende, sind nicht berücksichtigt, da für Sachsen aktuell keine neueren allgemein zugänglichen Bodendenkmallisten vorliegen. Die Baudenkmale sind in der Liste der Kulturdenkmale in Haselbachtal aufgeführt.
| Denkmal-ID | Fundart          | Ortsteil  | Bezeichnung | Zeitstellung    | Lage                                                                                         | Bemerkungen                                                                      | Bild |
| ---------- | ---------------- | --------- | ----------- | --------------- | -------------------------------------------------------------------------------------------- | -------------------------------------------------------------------------------- | ---- |
| ?          | besonderer Stein | Gersdorf  | Steinkreuz  | Spätmittelalter | im Ort, eingemauert in die südöstliche äußere Kirchhofsmauer                                 | Messer und Hand eingezeichnet, Schutz seit 12. Oktober 1971                      |      |
| ?          | besonderer Stein | Reichenau | Kreuzstein  | Spätmittelalter | nordwestlich des Orts im Wald, an einem Weg südlich der Straße von Königsbrück nach Koitzsch | verstümmelt, Klinge einer Waffe(?) eingezeichnet, Schutz seit 29. September 1971 |      |